# Halecium mirabile
Halecium mirabile is een hydroïdpoliep uit de familie Haleciidae. De poliep komt uit het geslacht Halecium. Halecium mirabile werd in 1902 voor het eerst wetenschappelijk beschreven door Schydlowsky. 